# Ofotbanen
Ofotbanen är en järnväg i Norge mellan Narvik och den norsk-svenska gränsen.  Den är en del av Malmbanan som går mellan Luleå och Narvik. Ofotbanen är 43 km lång, har 18 tunnlar och löper över 5 broar. Längs banan ligger sex järnvägsstationer. Huvuddelen av trafiken på banan består av malmtåg som kommer med malm och pellets från gruvorna i Kiruna. Varje år transporteras 15,9 milj. ton gods (siffra från 2008) på Ofotbanen, vilket är mer än all annan godstrafik i Norge sammanlagt, och dess 668 milj tonkilometer var 2008 19 % av all norsk godstrafik. Malmtågen går dygnet runt året runt. Ofotbanen ägs, drivs och trafikleds av norska Bane NOR, och alla tåg och förare måste ha norska tillstånd trots att alla tåg passerar gränsen och inga tåg kan gå på andra banor. Järnvägen går genom en naturskön trakt längs Rombaksfjorden och Norddalen, delvis högt över fjorden.

## Byggnation och utveckling
Ofotbanen byggdes under två perioder: 1884–1888 och 1898–1903 under svåra förhållanden. Den öppnades för trafik 15 november 1902, men den högtidliga öppningsceremonin, ledd av kung Oscar II, ägde rum först ett halvår senare eftersom kungen och andra högt uppsatta personer inte hade lust att resa så långt norrut mitt i vintermörkret. Ofotbanen blev elektrifierad 1923.
År 1924–1925 blev gamla Riksgränsen station (som låg precis vid gränsen Sverige–Norge) nedlagd och ersatt av nya Bjørnfjell station 1,5 km in på norska sidan plus hållplatsen Riksgränsen 0,7 km in på svenska sidan.
Den 180 meter långa bron över Norddalen togs ur trafik år 1988 och ersattes av en ny sträckning genom en tunnel samt en ny, kortare, bro längre upp i Norddalen. Den gamla bron byggdes extra lång för att kunna sprängas vid eventuellt krig och pålitligt kunna stänga banan. Detta gjordes 1940 men lyckades inte riktigt på grund av brist på sprängämnen. Bron reparerades ganska snabbt av tyskarna.
Under 2002 togs ett nytt förbifartsspår i drift vid Katterat station, med en ny tunnel, för att tillåta en ökning av axeltrycket. Denna nya tunnel är 940 meter lång och är Ofotbanans längsta tunnel, och den tillåter 750 m långa malmtåg att numera mötas vid Katterat station. Fullastade malmtåg mot Narvik har förkörsrätt genom denna nya tunnel, och tågen som går genom tunneln kör aldrig in på Katterat stationsområde utan passerar vid sidan om stationen.
I och med ökande järnmalmspriser ökades LKAB:s brytning och Northland Resources startade hösten 2012 leveranser från den nya Kaunisvaaragruvan i Pajala. Därmed ökades behovet av malmtransporter och man förutsåg ett transportbehov för 33 miljoner ton per år 2020, jämfört med 18 miljoner 2011. För att klara det har samtliga mötesspår i Norge; Straumsnes, Rombak, Katterat, Bjørnfjell och Djupvik, förlängts till 750 meter. Arbetet var klart hösten 2017. En utvidgning till dubbelspår behövs troligen. Northland Resources lade ner verksamheten i oktober 2014 och gick i konkurs i december samma år. Gruvan köptes av Kaunis Iron som 2018 återstartade brytningen, till att börja med 2 miljoner ton per år.

## Operatörer
Följande operatörer trafikerar Ofotbanen:
- Malmtrafikk AS – malmtåg
- SJ – kör sedan december 2024 persontåg på uppdrag av norska Samferdselsdepartementet.
- CargoNet – godståg "ARE"-tågen som körs mellan Narvik och Oslo via Sverige
- Onrail – godståg "NRE"-tågen som körs mellan Narvik och Oslo via Sverige

## Galleri

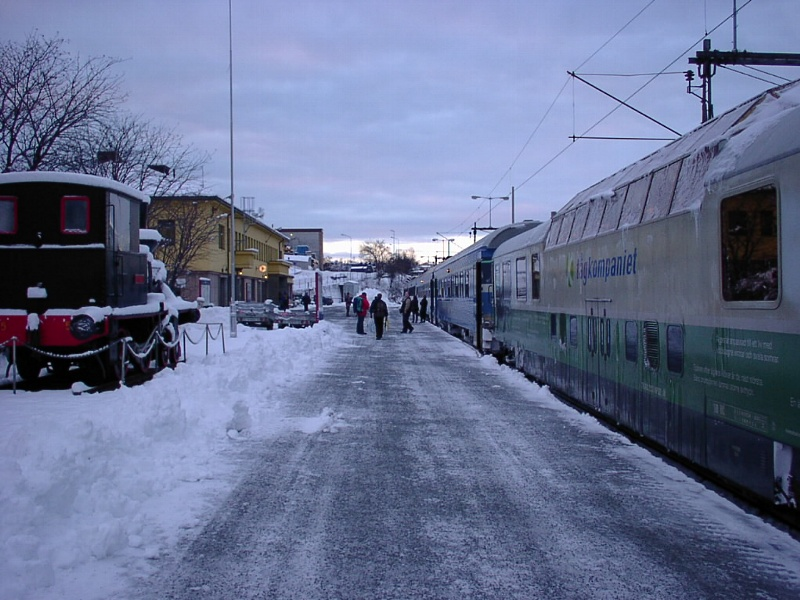
Narvik station i januari 2002, med dåvarande operatören Tågkompaniets panoramavagn i förgrunden
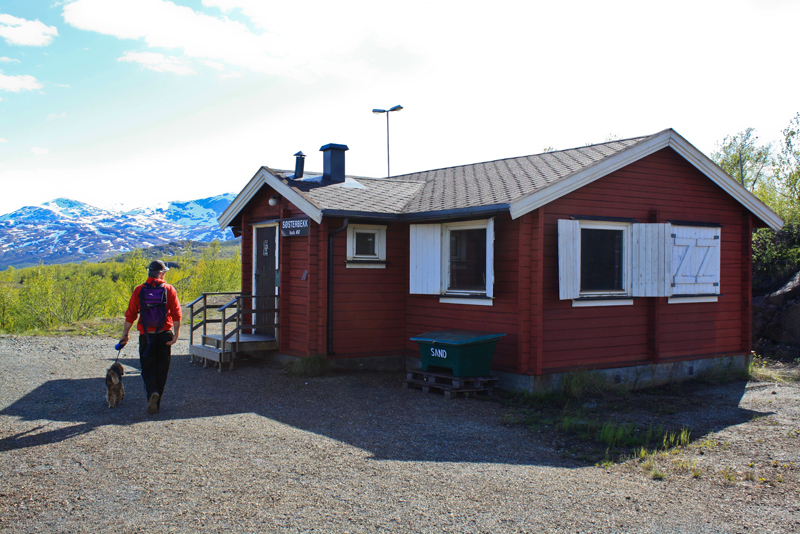
Søsterbekk hållplats, nära Norddalsbron